# 上實集團
上海實業（集團）有限公司，簡稱上海實業（集團），以及上實集團（英語：Shanghai Industrial Investment (Holdings) Company Limited），是經上海市人民政府批准成立於香港的中資企業公司。總部位於香港湾仔告士打道39号夏悫大厦27楼以及上海市淮海中路98号金钟广场21楼。
現時業務主要於上海經營為房地產、醫藥、國際經濟貿易，以及其他行業，包括基础设施、信息技术、金融投资、酒店旅游、消费品生产、商业零售和汽车零部件等，而辦事處則包括日本、中東、美國、歐洲等地區。
旗下上市公司包括：上海實業控股、上實城市開發、亞洲水務，以及上海实业环境控股。

## 歷史
1981年7月，公司在香港成立。
1993年6月，更名为上海实业(集团)有限公司。
2023年11月20日晚，上实集团总裁周军接受上海市纪委监委纪律审查和监察调查。

## 連結
- SIIC.com （页面存档备份，存于）